# Luca Intoppa
Luca Intoppa (Roma, 19 novembre 1966) è un attore e dialoghista italiano.
Nella sua carriera alterna apparizioni cinematografiche e televisive a regie e interpretazioni teatrali, svolgendo saltuariamente anche l'attività di doppiatore.

## Biografia
Dal 1989 studia recitazione seguendo corsi annuali e seminari con attori e registi tra i quali Giorgio Albertazzi, Gianni Musy, Alessandro Haber, Riccardo Cavallo; si avvicina quindi al doppiaggio grazie anche a Pietro Biondi, Rossella Izzo, Tonino Accolla e Giorgio Lopez. Dal 1990 al 1995, parallelamente all'attività di spettacolo, sviluppa una vita editoriale che lo vede alternarsi in vari ruoli, da quello del traduttore di opere in lingua straniera a quello dell'articolista a quello del redattore capo.
Lavora principalmente sotto pseudonimo (Adam Centerba) nell'ambito del fumetto supereroico di importazione. Si occupa dell'edizione italiana di personaggi come Wolverine, Silver Surfer, Green Arrow (Freccia Verde), Flash, Capitan Marvel (Shazam!), Lanterna Verde e la Justice League. In particolare, è sua la traduzione del Giuramento di Lanterna Verde.
A Roma si presenta con serate di cabaret in piccoli locali e al Teatro-Cabaret Alfellini; è inoltre ospite fisso al programma radiofonico RadioComics tutte le settimane su Radio Città Futura. Sempre alla radio, conduce un programma di intrattenimento mattutino, in coppia con Simona Decina e, una volta alla settimana, il programma notturno Quello che mi piace di cui è anche ideatore e autore.

### Cinema, televisione e radio
Recita in produzioni come Pigmalione 88 (con Franco Nero), I frati rossi e l'inedito Pierino Stecchino (della serie interpretata da Alvaro Vitali).
Nel 1994, per la televisione francese Arté (produzione Cameras Continentales / Toma Film), interpreta Ettore Majorana in un film documentario dedicato alla vita e agli studi dello scienziato. In Italia ha un piccolo ruolo nella miniserie Una donna per amico 3, è ospite al Maurizio Costanzo Show e partecipa a programmi di intrattenimento come Vivere bene, Colorado e Tira & Molla. Recentemente è apparso, sempre in piccoli ruoli, nelle fiction Squadra Mobile, Furore, Capitolo secondo, Il Paradiso delle Signore, Solo e Vita da Carlo (per la regia di Carlo Verdone).
Dal 2024 torna alla radio, dalla quale è partito nel 1986, con il programma "Er Cavajere Nero" su Radio Leon.

### Doppiaggio e teatro
Esordisce nel doppiaggio nel 1990 nel film 58 minuti per morire - Die Harder; in seguito alterna teatro e doppiaggio appoggiandosi, in quest'ultimo caso, al Gruppo Trenta. Sotto la direzione di Giorgio Lopez, doppia il suo primo personaggio fisso in una telenovela (Valentina, con Verónica Castro).
In seguito, come attore, dialoghista e direttore del doppiaggio, partecipa all'edizione italiana di centinaia di lavorazioni, tra telefilm, cartoni animati e documentari, nonché di una settantina di lungometraggi divisi tra la televisione e il cinema.
A teatro, recita in alcune commedie (tra le prime, Non tutti i ladri vengono per nuocere di Dario Fo e Alla ricerca del sen(n)o perduto di Marcello Lopez) e in monologhi di cui è anche l'autore; ha diretto e interpretato inoltre lo spettacolo Nuoce gravemente alla salute, andato in scena al teatro Anfitrione di Roma.
Dal 2004 al 2007 insegna dizione e recitazione presso l'Istituto San Giuseppe di Roma. Nel 2006, al teatro dello stesso Istituto, partecipa alla messa in scena e alla regia della commedia musicale Aggiungi un posto a tavola nella quale interpreta anche il ruolo de "La Voce di Lassù".
Nel 2004 riceve il premio Anello d'oro al Festival del Doppiaggio Voci nell'Ombra come miglior adattatore dialoghista per il lavoro svolto sulla serie televisiva Six Feet Under.
Nel 2017, dopo qualche anno di pausa, riprende attivamente l'attività teatrale producendo, dirigendo e interpretando lo spettacolo Sali o scendo?, scritto da Danilo De Santis, nella sua personale versione "reloaded" riportata in scena anche nel 2020.
Nel 2018 riceve un premio alla carriera al Festival del Doppiaggio Voci nell'Ombra, per il suo lavoro come adattatore dialoghista nei 25 anni trascorsi nel mondo del doppiaggio.
Nel 2023 entra nella compagnia teatrale di Lillo e Greg e partecipa con loro allo spettacolo "Il mistero dell'assassino misterioso".

## Dialoghi per il doppiaggio

### Film
- Alien Cargo
- Alien Warfare
- Angels
- Blood Red Sky
- Chameleon, realtà mutante
- Clockmaker
- Code Red: Massima allerta
- Concrete Cowboy
- Dopo la gloria
- Dragonworld II: La leggenda continua
- Farscape: Le guerre dei Pacificatori
- Hellboy - Director's Cut
- Home Team - La squadra di casa
- I Fantastici Cinque 2: Alla ricerca del tesoro perduto
- I Fantastici Cinque 3: Alla ricerca dell'occhio verde
- I Fantastici Cinque 4: Gli amuleti del Faraone
- I mostri del mistero
- Il mio migliore amico - The Trial of Old Drum
- Il pastore di Natale
- Il piccolo mago dei misteri
- Il ritorno dei pomodori assassini
- Il tocco della vedova nera
- Il volto della vendetta
- Il volto dell'angelo
- Inferno a Los Angeles
- JL Family Ranch - Il regalo di nozze
- L'anello dello straniero
- L.A. Story - Paura a Los Angeles
- La maledizione del talismano
- La piccola grande voce
- La verità nascosta
- Legge Marziale
- Margarete Steiff
- Millennium Man
- Minaccia sotto il mare
- Nell'occhio del ciclone
- New York Cop
- Nightbooks - Racconti di paura
- Non con me tesoro
- Paura a Los Angeles
- Protection
- Rosamunde Pilcher - Christabel
- Rosamunde Pilcher - Due sorelle
- Rosamunde Pilcher - La camera azzurra
- Sabrina - Vacanze romane
- Sabrina nell'isola delle sirene
- Sfida per la vittoria
- Stargate: Childrens of the Gods, Final Cut
- Stargate: Continuum
- Stargate: L'arca della verità
- Sue Thomas: FBEye
- Sulle ali della speranza
- Terrore nel deserto
- The Mustang
- The Shadow Strays
- The Take - Falso indiziato
- The Warriors Gate
- Thunder Force
- Trappola via Internet
- Troppo grande per le favole
- Troppo grande per le favole 2
- Una mamma per detective
- Verdetto bianco
- Virtual Nightmare - Incubo cibernetico

### Telefilm
- Adventure Inc.
- Agent X
- Arcane: League of Legends
- Arrow
- Ash vs Evil Dead
- Babylon Berlin
- Big Shots
- Birra e patatine
- Black Sails
- Bones
- Brave New World
- Brotherhood - Legami di sangue
- Califfato
- Champs 12
- Cherry Season - La stagione del cuore
- Chicago Fire
- Chicago P.D.
- Chuck
- Circle of Life
- Cleopatra 2525
- Coyotes
- CSI: Miami
- Dance! La forza della passione
- Dani's House
- Delitti in Paradiso
- Doc
- Dov'è Wally
- Drop Dead Diva
- Due ragazzi e una ragazza
- Empire
- Endless Love
- E.R. - Medici in prima linea
- Falco
- Fisica o chimica
- Flashpoint
- Frequency
- G vs E
- H
- Hamburg Distretto 21
- Hello Ladies
- Heroes
- Heroes Reborn
- Hollywood Safari
- Homeboys in Outher Space
- House of Lies
- Hung - Ragazzo squillo
- I delitti del lago
- I pilastri della Terra
- IK1 - Turisti in pericolo
- Il cane che dorme
- Il Clown
- Il commissariato Saint Martin
- JAG - Avvocati in divisa
- Kenan & Kel
- Kingdom Hospital
- Kitz
- L'ultimo bus del mondo
- La nuova famiglia Addams
- Law & Order: LA
- Law & Order True Crime
- Law & Order - Unità vittime speciali
- Leverage - Consulenze illegali
- Lock, Stock...
- Longmire
- Love Life
- Love, Reason, Get Even
- Lovespring International
- Madam Secretary
- Magnum P.I.
- Mezzanotte a Istanbul
- Murphy Brown
- Nikita
- Peaky Blinders
- Powerless
- Prime Suspect
- Professor T
- Qualcuno deve morire
- Ragazze a Beverly Hills
- ReGenesis
- Rescue Me
- Riviera
- Saving Hope
- Seven Days
- Shark - Giustizia a tutti i costi
- Sheena
- Siska
- Six Feet Under
- Skithouse
- So Weird - Storie incredibili
- Spin City
- Spooks
- Squadra Omicidi Istanbul
- Squadra Speciale Cobra 11
- Star Trek: Deep Space Nine
- Star Trek: Enterprise
- Star Trek: Voyager
- Stargate Atlantis
- Stargate SG-1
- Stargate Universe
- Step Up: High Water
- Sue Thomas: FBEye
- Supergirl
- Superstore
- The Big Bang Theory
- The Family
- The Five
- The Glades
- The King of Queens
- The Lost World
- The Net: La terra promessa
- The Net: Prometheus
- The O.C.
- The Office
- The Shield
- The Society
- The Spy
- The Strip
- Troppi in famiglia
- Turks
- Tutti odiano Chris
- Ultime dal cielo
- Un altro domani
- Un dottore tra le nuvole
- Una famiglia del terzo tipo
- Undressed
- Unsolved
- Vincenzo
- Zoey 101

### Animazione
- American Dad
- Arcane
- Batman Unlimited - Fuga da Arkham
- Catastrofici castori
- Curioso come George
- Curioso come George: Sorpresa a Natale
- Curioso come George 2 - Missione Kayla
- Digimon Adventure
- Digimon Adventure 02
- Digimon Tamers
- Dorg Van Dango
- Fairy Tail
- Hotel Bordemer
- Il cavaliere Rusty e il regno del pericolo
- La strega annoiata
- Le avventure del gatto con gli stivali
- Le incredibili avventure di Zorori
- Lego Ninjago
- Petit Princess Yucie
- Pretty Cure
- Rotten Ralph
- Rugrats
- Transformers: Beast Machines
- UFO Baby
- Vixen

## Teatro
- "Non tutti i ladri vengono per nuocere" (1991-1992) di Dario Fo, Regia di Riccardo Cavallo (Antonio)
- "Alla ricerca del sen(n)no perduto" (1993) di Marcello Lopez, Regia di Marcello Lopez (Studente e Alonzo)
- "Nuoce gravemente alla salute" (1994) di Autori vari, Regia di Luca Intoppa (Mario)
- "Il navigattore" (1996), di Luca Intoppa, Regia di Luca Intoppa (Protagonista Stand-Up)
- "La ira de Joaquim" (1997) di Luca Intoppa, Regia di Luca Intoppa (Protagonista Stand-Up)
- "Alla ricerca di Stock" (1998) di Luca Intoppa, Regia di Luca Intoppa (Protagonista Stand-Up)
- "Aggiungi un posto a tavola" (2006) di Jaja Fiastri, Regia di Luca Intoppa (La Voce di Lassù)
- "Se son rose canteranno, se son spine parleranno" (2016) di Silvia Provenzano, Regia di Silvia Provenzano (Narratore)
- "Sali o scendo? - reloaded" (2017) di Danilo De Santis, Regia di Luca Intoppa (Attilio)
- "Sali o scendo?" (2018) di Danilo De Santis, Regia di Danilo De Santis (aiuto regia)
- "Quella piccola pazza cosa chiamata amore" (2018) di Danilo De Santis, Regia di Lillo (aiuto regia)
- "L'amore al tempo del citofono" (2018) di Danilo De Santis, Regia di Danilo De Santis (aiuto regia)
- "La guerra dei sessi" (2018) di Danilo De Santis, Regia di Danilo De Santis (aiuto regia)
- "La stella di casa" (2019) di Danilo De Santis, Regia di Danilo De Santis (aiuto regia)
- "Uno di troppo" (2019) di Danilo De Santis, Regia di Danilo De Santis (aiuto regia)
- "Doppio misto" (2019) di Danilo De Santis, Regia di Danilo De Santis (aiuto regia)
- "Sali o scendo? - reloaded" (2020) di Danilo De Santis, Regia di Luca Intoppa (Attilio)
- "Quella piccola pazza cosa chiamata amore" (2022) di Danilo De Santis, Regia di Lillo (aiuto regia)
- "Il mistero dell'assassino misterioso" (2023) di Claudio "Greg" Gregori, Regia di Lillo e Greg (Ashton Peabody + backstage)
- "Il calapranzi" (2023) di Harold Pinter, Regia di Claudio "Greg" Gregori (backstage)
- "La strana cotta" (2023 - 2024) di Danilo De Santis e Francesca Milani, Regia di Danilo De Santis (aiuto regia + backstage)
- "MOVIe ERCULeO" (2025) di Lillo e Greg, Regia di Lillo e Greg e Claudio Piccolotto (personaggi vari + direttore di scena)
- "Sali o scendo? The Final Cut" (2025) di Danilo De Santis, Regia di Luca Intoppa (Attilio)

## Doppiaggio
- René Auberjonois in Rotta verso l'ignoto (scene aggiunte per l'edizione estesa[3])
- Ken Baldwin in 58 minuti per morire - Die Harder
- Jeff Wright e Randall Cobb in Una pallottola spuntata 33⅓ - L'insulto finale
- Matthew Dale in Il domani che verrà - The Tomorrow Series
- Rob Huebel in Le regole della truffa
- Thierry Liagre in I visitatori
- Tony Plana in Ufficiale e gentiluomo (integrazioni versione estesa)
- David Moorst in Peterloo

## Radio
- Soundtrack, Radio Base, Autore e Conduttore (1986)
- Quello che mi piace, Tirradio+, Autore e Conduttore (1991)
- Radio Comics, Radio Città Futura, Opinionista (1992)
- Er Cavajere Nero, Radio Leon, Autore e Conduttore con lo pseudonimo di "Adam" (2024)

## Riconoscimenti
Nel 2004, per il suo lavoro sulla serie televisiva Six Feet Under, riceve il premio Anello d'oro al Festival del Doppiaggio Voci nell'Ombra.
Il premio, assegnato da una giuria presieduta da Claudio G. Fava, viene conferito con la motivazione:
Nel 2018, per il suo lavoro di adattatore dialoghista, riceve il Premio Speciale Parole e Doppiaggio al Festival del Doppiaggio Voci nell'Ombra.
Il premio, assegnato da una giuria presieduta da Steve Della Casa, viene conferito con la motivazione: